# 三色脈翅鐵甲蟲
三色脈翅鐵甲蟲（学名：Agonita (Agonita）为金花蟲科脈翅鐵甲蟲屬下的一个种。